# Епифиза (нервна система)
Вижте пояснителната страница за други значения на Епифиза.
Епифизата, наричана още пинеална жлеза (corpus pineale), шишарковидно тяло или неформално, главно в Ню ейдж културата трето око, е малко образувание, което се отнася към междинния мозък.

## Строеж
По форма прилича на шишарка с размери от няколко милиметра, леко приплесната в предно-задна посока. Епифизата достига своето пълно развитие към седмата година от живота, след което подлежи на бавно обратно развитие (инволюция). Тя е обвита от тънка съединителнотъканна обвивка (капсула), от която в дълбочина проникват преградки, които я разделят на делчета. Делчетата се изграждат от два вида клетки: пинеалоцити и невроглия. Епифизата съдържа калциеви зърна, наречени още мозъчен пясък.
Епифизата представлява част от т.нар. надхълмие (епиталамус), което се отнася към междинния мозък. Заляга в улея, формиран от двете горни хълмчета на четирихълмието (lamina quadrigemina) на средния мозък (mesencephalon). С предния си край се свързва с междинния мозък чрез специални образувания, наречени поводи – habenulae.

## Функция
Епифизата изработва серотонин, който се превръща в мелатонин. Продукцията на мелатонин се стимулира от тъмнината и се потиска от светлина. Мелатонинът е антигонадотропен хормон – потиска половото развитие. При хипофункция на жлезата в детска възраст настъпва преждевременен пубертет (pubertas precox).